# Gira de la Selección de Rugby de Francia por Argentina en 1996
La Gira de la Selección de rugby de Francia por Argentina en 1996 fue un tour internacional de rugby de los franceses, que tuvo lugar en Argentina desde el 10 al 29 de junio de 1996.

## Gira
La serie enfrentó a la selección de Francia ante las diferentes uniones provinciales de rugby de Argentina, un club y a la propia selección Argentina. Las sedes fueron: San Miguel de Tucumán, San Juan, Córdoba, Buenos Aires y San Isidro. Los europeos disputaron 6 partidos y obtuvieron 5 victorias y una derrota.

## Partidos
| 10 de junio de 1996 | Córdoba | 19 – 22 | Francia | Estadio Mario Alberto Kempes, Córdoba |  |

| 15 de junio de 1996 | URBA | 29 – 26 | Francia | San Isidro Club, San Isidro |  |

| 18 de junio de 1996 | Tucumán | 10 – 20 | Francia | Estadio Monumental José Fierro, Atlético, San Miguel de Tucumán |  |
|                     |         |         |         | Asistencia: 25.000 espectadores                                 |  |

| 25 de junio de 1996 | San Juan | 0 – 51 | Francia | San Juan Rugby Club, San Juan |  |

## Test matches
Primera fecha
| 22 de junio de 1996 | Los Pumas | 27 – 34 | Francia | Estadio Arquitecto Ricardo Etcheverri, Buenos Aires |  |

Segunda fecha
| 29 de junio de 1996 | Los Pumas | 15 – 34 | Francia | Estadio Arquitecto Ricardo Etcheverri, Buenos Aires |  |